# Leptotarsus (Macromastix) verreauxi
Leptotarsus (Macromastix) verreauxi is een tweevleugelige uit de familie langpootmuggen (Tipulidae). De soort komt voor in het Australaziatisch gebied.